# Дубинино (городской посёлок)
Дуби́нино — городской посёлок (до 2011 года — рабочий посёлок) в Красноярском крае. Входит в городской округ город Шарыпово. Железнодорожная станция.
Население — 7440 чел. (2021).

## География
Дубинино лежит на краю северо-восточных отрогов Кузнецкого Алатау. Южнее посёлка протекает река Береш (приток Урюпа). От поселения до районного центра Шарыпово 14 км, до Красноярска 320 км.

## История
В 1961 году было принято решение о создании разъезда Дубинино. В 1975 году открыт участок берёзовского разреза. В 1975—1976 году объявлена Всесоюзная комсомольская стройка — КАТЭК. В 1981 году Дубинино стало посёлком городского типа. В 2005 году началась программа по сносу ветхого жилья. Сегодня посёлок административно подчинён городу Шарыпово. Назван посёлок в честь пионера Владимира Никифоровича Дубинина, сражавшегося на стороне СССР в партизанском отряде близ города Керчи в ходе Великой Отечественной войны.

## Население
| 1981  | 1989    | 2002    | 2007    | 2009    | 2010  |
| ----- | ------- | ------- | ------- | ------- | ----- |
| 5220  | ↗12 185 | ↘12 028 | ↘11 652 | ↗11 700 | ↘9497 |
| 2012  | 2013    | 2014    | 2015    | 2016    | 2017  |
| ↘9240 | ↘8975   | ↘8910   | ↗9038   | ↗9049   | ↘8961 |
| 2018  | 2020    | 2021    |         |         |       |
| ↘8831 | ↘8684   | ↘7440   |         |         |       |

## Транспорт
Транспорт в Дубинино представлен городским и междугородними автобусными маршрутами.
Автобусные маршруты № 9 и № 4 соединяют Дубинино и Шарыпово.
Дубинино связано междугородним автобусным сообщением с Красноярском, Томском, Кемерово и Новосибирском.
Между Дубинино и Красноярском каждый день для жителей курсировали два ж/д вагона (один общий и один плацкартный). Конечной точкой этого маршрута была станция Кия-Шалтырь. В 2012 году, несмотря на возмущение жителей, маршрут был отменён.

## Образование и культура
Первая школа в Дубинино была построена в 1964 году. Сейчас в посёлке находятся 2 школы («МОУ Средняя школа № 12 с углубленным изучением отдельных предметов» (основана в 1996 году) и «МОУ Средняя общеобразовательная школа № 6» (основана в 1985 году)), Кадетский корпус (бывшая 5 школа в нижней части поселка). Также в Дубинино имеются две библиотеки (одна из которых детская) и дом культуры «Строитель».